# Gagea lacaitae
Gagea lacaitae är en liljeväxtart som beskrevs av Achille Terracciano. Gagea lacaitae ingår i Vårlökssläktet och i familjen liljeväxter. Inga underarter finns listade.